# Pobreška cesta, Maribor
Pobreška cesta leži na vzhodu Maribora, na desnem bregu reke Drave. 
Že med obema svetovnima vojnama je so Pobrežje prištevali k Mariboru. Na južnem delu Pobreške ceste leži magdalensko pokopališče. Mestna občina je zanj kupila zemljišče leta 1879, na katerem so še isto leto začeli pokopavati mrtve. 
Na Pobreški cesti je bila včasih moška kaznilnica, ki so jo odprli 6. oktobra 1889. V njej je bilo prostora za 800 kaznjencev ter je bila za tiste čase zelo sodobno opremljena. Na tem mestu danes  stoji trgovski center Evropark.